# Апикальная меристема

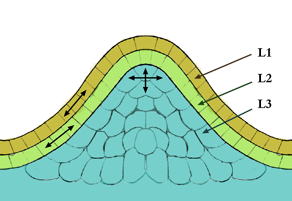
Модель апикальной меристемы «туника-корпус». Эпидермальный (L1) и субэпидермальный (L2) слои формируют наружный слой, называемый туникой. Внутренний слой (L3) называется корпусом. Клетки слоёв L1 и L2 делятся в боковом направлении, благодаря чему эти слои не сливаются, в то время как клетки слоя L3 делятся в разных направлениях

Апика́льная меристе́ма — группа меристематических (образовательных) клеток, организованных в ростовой центр, занимающая терминальное положение в стебле и обеспечивающая образование всех органов и первичных тканей побега.
Слово «апикальный» происходит от лат. apex — «вершина», в данном случае — верхушка побега, в которой расположен конус нарастания.

## Расположение
Апикальные меристемы располагаются на верхушке побегов (главных и боковых) и на кончике всех молодых корешков. Такое расположение меристем определяется уже в начальных фазах онтогенеза. Оплодотворённая яйцеклетка при делении образует предзародыш (проэмбрио), состоящий из эмбриональных (меристематических) клеток. При дифференциации тела проэмбрио в кончике первичного корешка и на верхушке первичной почечки локализуются группы меристематических клеток, формирующих апикальные меристемы. Верхушечные меристемы обусловливают рост побегов и корней в длину (высоту), их ветвление. Каждый боковой побег и корень также имеет апикальную меристему.

## Строение
Верхняя часть апикальной меристемы представлена инициалями (единственной клеткой — у хвощей и многих папоротников и многоклеточной структурой — у семенных растений). Ближайшие производные инициальных клеток часто выделяют в зону протомеристемы. Вслед за ней лежат ткани, уже частично дифференцированные, но всё ещё находящиеся в меристематическом состоянии, которые относят к частично детерминированной первичной меристеме. В зависимости от производимых ею систем тканей детерминированная меристема включает следующие клеточные комплексы: тунику, образующую в дальнейшем первичную покровную ткань (эпидерму) и часть первичной коры, и корпус, клетки которого постепенно формируют комплекс проводящих тканей (центральный цилиндр); в корне — дерматоген, дифференцирующийся в первичную покровную ткань (ризодерму); периблему — будущую первичную кору; плерому — центральный цилиндр. Таким образом, будущий ход развития меристематических тканей частично детерминирован уже самим размещением их в апексе побега и корня.